# Волино
Волино (на македонска литературна норма: Волино) е село в община Дебърца на Северна Македония.

## География
Селото е разположено северозападно от Охрид между река Сатеска и канала, който я свързва с Охридското езеро.

## История
В XIX век Волино е българско село в нахия Дебърца на Охридската каза на Османската империя. В „Етнография на вилаетите Адрианопол, Монастир и Салоника“, издадена в Константинопол в 1878 година и отразяваща статистиката на населението от 1873 година Волино (Volino) е посочено като село с 45 домакинства със 120 жители българи. Според Васил Кънчов в 90-те години Волино има 35 къщи. Според статистиката му („Македония. Етнография и статистика“) в 1900 година Волино е населявано от 330 жители, всички българи християни. Църквата „Света Богородица“ е от 1900 година.
На Етнографската карта на Битолския вилает на Картографския институт в София от 1901 година Волино е чисто българско село в Охридската каза на Битолския санджак с 35 къщи.
В началото на XX век цялото население на селото е под върховенството на Българската екзархия. По данни на секретаря на екзархията Димитър Мишев („La Macédoine et sa Population Chrétienne“) в 1905 година във Волино има 280 българи екзархисти.
По време на Балканската война в 1912 година 2 души от селото се включват като доброволци в Македоно-одринското опълчение.
На 18 септември 1994 година са осветени основите, а на 17 юли 2005 година митрополит Тимотей Дебърско-Кичевски осветява готовата църква „Света Неделя“. Фреските са дело на Драган Ристески от Охрид и Лазар Лечич от Нови Сад.
Според преброяването от 2002 година селото има 462 жители, всички македонци.
| Националност | Всичко |
| македонци    | 462    |
| албанци      | 0      |
| турци        | 0      |
| роми         | 0      |
| власи        | 0      |
| сърби        | 0      |
| бошняци      | 0      |
| други        | 0      |

До 2004 година селото е част от община Мешеища.

## Личности
Родени във Волино
- Наум Неделчев Бочев (Бечев), български юрист, завършил в 1895 година право в Хайделбергския университет[9][10]